# Chacana
Chacana är ett berg i Ecuador. Det ligger i den centrala delen av landet, 40 km sydost om huvudstaden Quito. Toppen på Chacana är 4 643 meter över havet.
Terrängen runt Chacana är huvudsakligen kuperad. Runt Chacana är det mycket glesbefolkat, med 2 invånare per kvadratkilometer. Närmaste större samhälle är Papallacta, 15,1 km nordost om Chacana. Trakten runt Chacana består i huvudsak av gräsmarker.